# سیارک ۷۱۹۸
سیارک ۷۱۹۸ (به انگلیسی: 7198 Montelupo، نامگذاری:1994BJ) هفت هزار و صد و نود و هشتمین سیارک کشف شده‌است که در ۱۶ ژانویه ۱۹۹۴ کشف شد.
قدر مطلق سیارک برابر ۱۲٫۶۰ است.